# Krigsåret 1768

## Pågående krig
- Korsikanska upproret (Korsika) (1755-1769)[1]

- Rysk-turkiska kriget (1768-1774)[2]
  - Osmanska riket på ena sidan.
  - Ryssland på andra sidan.

## Händelser
- Sent i december 1767 eller tidigt i januari 1768 – Slaget vid Goteik Gorge
- 8-9 oktober – Slaget vid Borgo
- Massakern i Uman